# Clytie infrequens
Clytie infrequens là một loài bướm đêm trong họ Erebidae.